# نقشه‌بردار ۴
نقشه‌بردار ۴ (به انگلیسی: Surveyor 4) چهارمین سطح‌نشین ماه در برنامه فضایی نقشه‌بردار بدون خدمه ناسا بود که برای کاوش در سطح ماه فرستاده شد. این فضاپیما پس از یک مأموریت بی عیب و نقص سقوط کرد. ارتباط دورسنجی ۲٫۵ دقیقه قبل از فرود قطع شد. هدف این برنامه فرود بر روی خلیج مرکزی در ۰٫۴ درجه عرض شمالی و ۱٫۳۳ درجه طول جغرافیایی غربی ماه بود.
نقشه‌بردار ۶ چند ماه بعد در نوامبر ۱۹۶۷ در نزدیکی محل سقوط نقشه‌بردار ۴ با موفقیت فرود آمد.